# Эпикантус
Эпика́нтус (от др.-греч. ἐπι — «над-, поверх-, при-» и κανθός — «угол глаза»), «монгольская складка» — часть складки верхнего века у внутреннего угла глаза, в большей или меньшей степени прикрывающая слёзный бугорок (лат. caruncula lacrimalis). Один из признаков, характерных для монголоидной расы, редкий у представителей других рас. При антропологических обследованиях определяется не только наличие или отсутствие эпикантуса, но и его развитие.

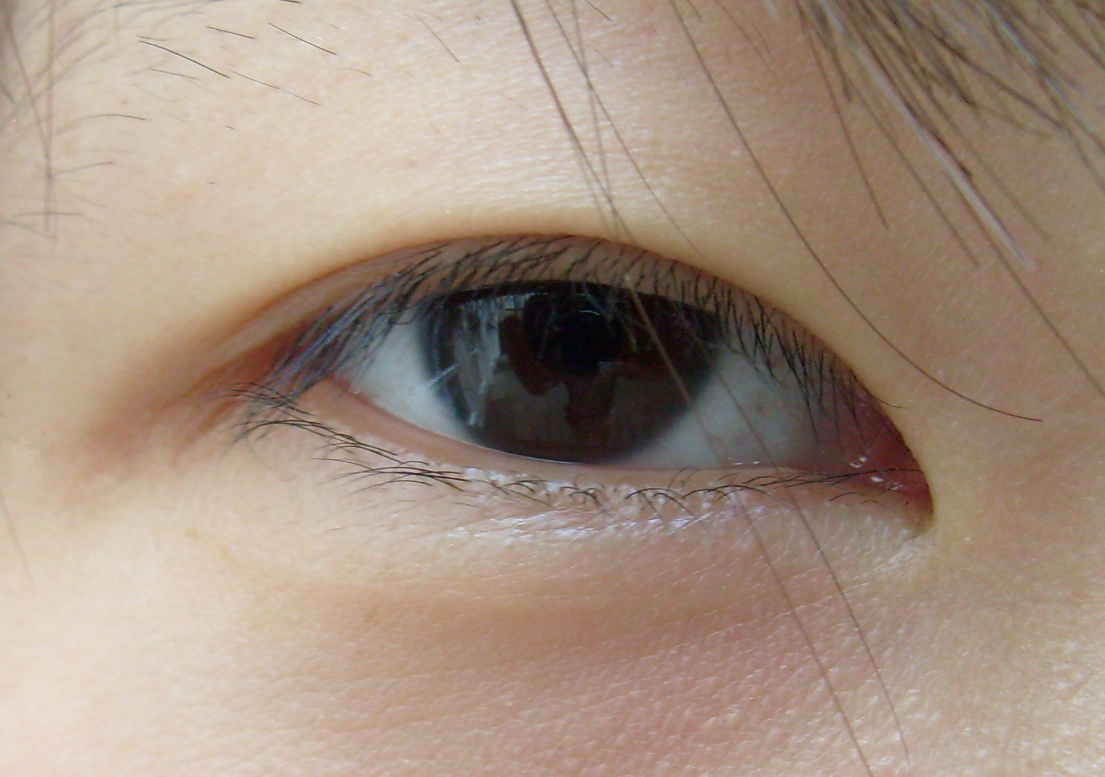
Эпикантус

## Возникновение и функции

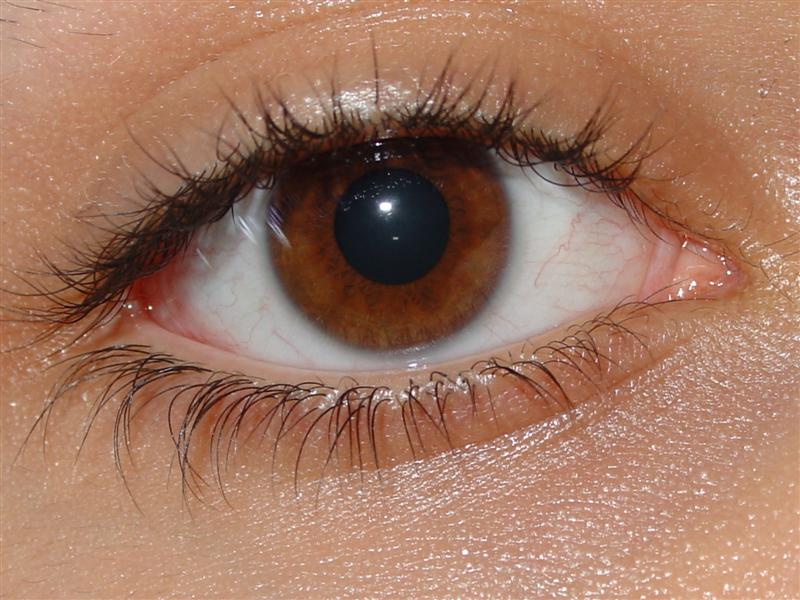
Глаз без эпикантуса

Причины возникновения эпикантуса до сих пор не определены однозначно. Ряд авторов выдвинул гипотезу, что черты лица монголоидного типа — это специальный приспособительный признак для жизни в условиях суровых холодов. Связывая происхождение монгольской расы с континентальными областями Центральной Азии, указывают, что особые признаки монгольского глаза (складка века, эпикантус) возникли как защитный аппарат, охраняющий орган зрения от ветров, пыли и вредоносного действия отражённой солнечной радиации на заснеженных пространствах, а также защищает глазное яблоко от холода.

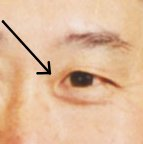
Глаз с эпикантусом

Однако возникновение эпикантуса могло быть связано с другими причинами. Так, доказана внутригрупповая связь между выраженностью эпикантуса и уплощённостью переносья, а именно показано, что чем выше переносье, тем в среднем меньше эпикантус. Эта связь обнаружилась на всех исследованных в этом отношении сериях: бурятов, якутов, береговых чукчей, эскимосов, калмыков, тувинцев. Однако низкое переносье — не единственное и не достаточное условие для возникновения эпикантуса. По-видимому, эпикантус зависит также и от толщины жирового слоя под кожей верхнего века. Эпикантус до известной степени является «жировой» складкой верхнего века. Известно, что усиленное жироотложение на лице характерно для детей монголоидной расы, обладающих особенно сильным развитием эпикантуса. Локальное отложение жировой клетчатки у детей монголоидной расы могло в прошлом иметь разное значение: как средство против обмерзания лица в условиях холодных зим и, что менее вероятно, как местный запас питательного вещества с высоким калорийным содержанием. Стеатопигия бушменов и готтентотов представляет также пример местного отложения жира у населения, физический тип которого сформировался в условиях засушливого климата.
Адаптивность эпикантуса тоже вызывает сомнения, так как складывался комплекс монголоидных признаков, скорее всего, в умеренной или субтропической зоне (в первичных очагах земледелия на территории Китая), где не было сильных холодов, к тому же жители пустынь Африки и Передней Азии не приобрели эпикантуса.

## Распространение

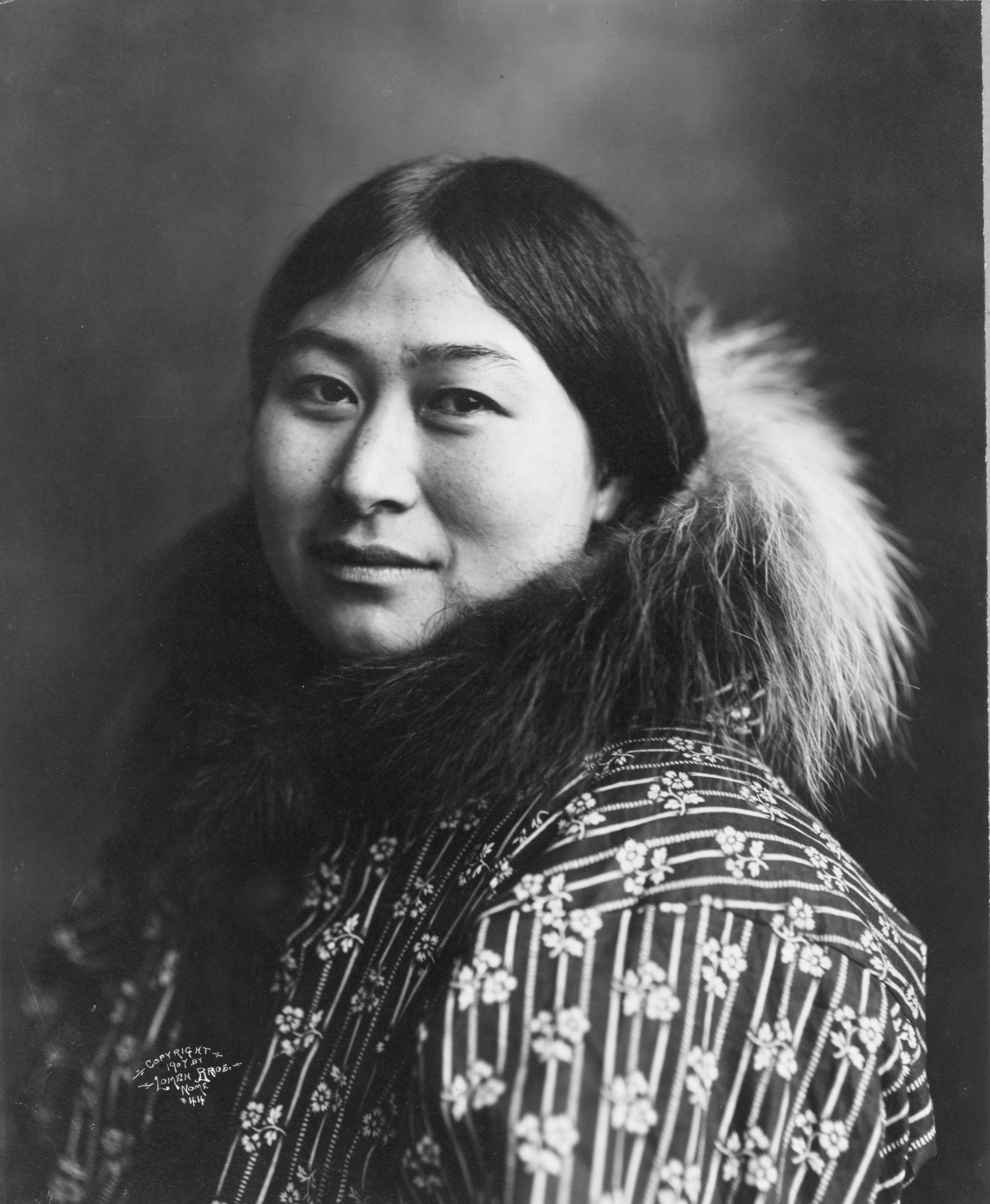
Эскимосская женщина (фото 1907 года)

Развитие эпикантуса обнаруживает большую географическую дифференциацию. Наибольшая концентрация эпикантуса встречается у населения Центральной, Восточной и значительной части Северной Азии — обычно свыше 60 % у взрослых мужчин. Среди тюрков наиболее высок процент эпикантуса у якутов, алтайцев, сибирских татар Томской области (70 %), 7 % — у татар Поволжья, 15 % — у крымских татар, 13 % — у астраханских карагашей, 20—28 % — у ногайцев, 38 % — у сибирских татар Тюменской области. Эпикантус также распространён у эскимосов и встречается у представителей коренных народов Америки. Отсутствие эпикантуса характерно в целом для населения Европы. Встречается у представителей койсаноидной расы в южной Африке.

### Возрастные изменения
Эпикантус подвержен очень большим возрастным изменениям. В группах, где у взрослых эпикантус полностью отсутствует (например, у русских, немцев), он в некотором проценте встречается у детей. В популяциях, где в детском возрасте эпикантус встречается в 100 % случаев, его частота заметно уменьшается с возрастом, иногда особенно резко — после 40-летнего возраста. Так, у корейцев в возрастной группе 20—25 лет эпикантус отмечен в 92 % случаев, 26—39 лет — 77 %, 40—50 лет — 36 % и старше 50 лет — 15 %. Для индейцев характерно наличие эпикантуса в детстве и почти полное его исчезновение после 15—20 лет.

## Классификация
Форма эпикантуса сильно варьируется из-за различий в форме складки верхнего века и формировании внутреннего угла глаза. Антропометрические исследования внесли важный вклад в черепно-лицевую хирургию, а разделение на exocanthion и endocanthion являются признанным кефалометрическими ориентиром в кефалометрическом анализе.
Различия в форме эпикантальной складки привели к тому, что выделяют четыре её типа:
Epicanthus supraciliaris идет от надбровной дуги, загибаясь вниз к слёзному мешку.
Epicanthus palpebralis начинается над верхней частью тарзальной пластинки и простирается до нижнего края глазной орбиты.
Epicanthus tarsalis берет начало в складке верхнего века и сливается с кожей около медиального кантуса. Этот тип чаще всего встречается у жителей Восточной Азии.
Epicanthus inversus идет от кожи нижнего века над медиальным кантусом и распространяется на верхнее веко.
Кантометрия это метод классификации углов глаз. Длина и соотношение углов глаз используются для классификации морфологии глаз на семь типов: Longissimus - очень длинный, кантальный медиальный тип. Medius - средний, кантальный медиальный тип. Brevissimus - короткий, кантальный медиальный тип. Curvus - изогнутое отношение медиального и латерального кантальных типов. Rectus - прямое соотношение медиального и латерального кантальных типов. Intermedius - переходный, эпикантальный тип. Asperum - эпикантальный, латеральный тип. Доктор Фрэнк Пуарье, антрополог из Университета штата Огайо, высказался, что эпикантальную складку у азиатских народов часто объясняют как часть адаптации к суровому холоду или тропической среде, однако он предполагает, что ни одно из этих объяснений не является достаточным для объяснения ее наличия в Восточной и Юго-Восточной Азии, и отмечает, что эпикантус также может наблюдаться у ирландцев и африканцев. Он приписывает эпикантальную складку плейотропным генам, которые контролируют более чем одну характеристику или функцию. Он также не предложил объяснения происхождения эпикантальной складки.